# Джон Стеймос
Джон Стеймос (на английски: John Stamos; роден на 19 август 1963 г.) е американски актьор, певец и музикант. Той е най-известен с ролите си в телевизионни сериали. Те включват Джеси Кацополис в „Пълна къща“ (1987 – 1995) и продължението Fuller House (2016 – 2020), д-р Тони Гейтс в „Спешно отделение“ (2005 – 2009), Джеймс „Джими“ Мартино в „Дядо по неволя“ (2015 – 2016), д-р Брок Холт в „Кралици на ужаса“ (2016 – 2017), и д-р Ники в „Ти“ (2018 – 2019).